# Antonio Viera Gallo
Antonio Viera Gallo (La Serena, 1873-Santiago, 5 de enero de 1921), fue un abogado, político y periodista chileno.

## Vida familiar y estudios
Fue hijo del ebanista serenense José Viera Magallanes. Hizo sus estudios de humanidades en el liceo de su ciudad natal y en el Instituto Nacional de Santiago. Estudió leyes en la Universidad de Chile, de donde se graduó el 12 de abril de 1899.

### Matrimonio e hijos
Se casó con Laura Baraona Pérez, con quien tuvo seis hijos:
- José Viera Gallo Baraona.
- Laura Viera Gallo de Alcalde.
- Lucía Viera Gallo de Mariátegui.
- Alfonso Viera Gallo Baraona (murió párvulo).
- Marcela Viera Gallo de Wilson y Gonzalo Viera Gallo Baraona (murió de menos de quince años).
- José Viera-Gallo Baraona, fue diplomático y abuelo del político José Antonio Viera-Gallo Quesney.

## Carreras periodística y política
Colaboró en el periódico El Coquimbo de tendencia radical y fue redactor en El Progreso (1890) y La Reforma (1894).
En 1899 fue secretario particular del ministro de Instrucción Pública, Federico Puga Borne. En 1901 se estableció en Iquique, donde fue abogado de diversas empresas comerciales y salitreras. Posteriormente, se radicó en Santiago e ingresó al Partido Nacional. Fue un destacado orador político. 
En 1920 fue Ministro de Hacienda, durante el gobierno de Juan Luis Sanfuentes. Falleció en Santiago el 23 de enero de 1921 de un ataque cardíaco.

## Obras
Es autor de:
- Estudio jurídico sobre la nacionalidad de los hijos de peruanos residentes en los territorios de Tacna y Arica, nacidos durante la posesión de Chile, 1913, Iquique, Imprenta El Nacional.
- Política minera y salitrera. En: Congreso Chileno de Minas y Metalurgia. Sociedad Nacional de Minería. 1915, Iquique, Imprenta El Nacional.